# Hörsching
Hörsching osztrák mezőváros Felső-Ausztria Linzvidéki járásában. 2020 januárjában 6209 lakosa volt. 

## Elhelyezkedése

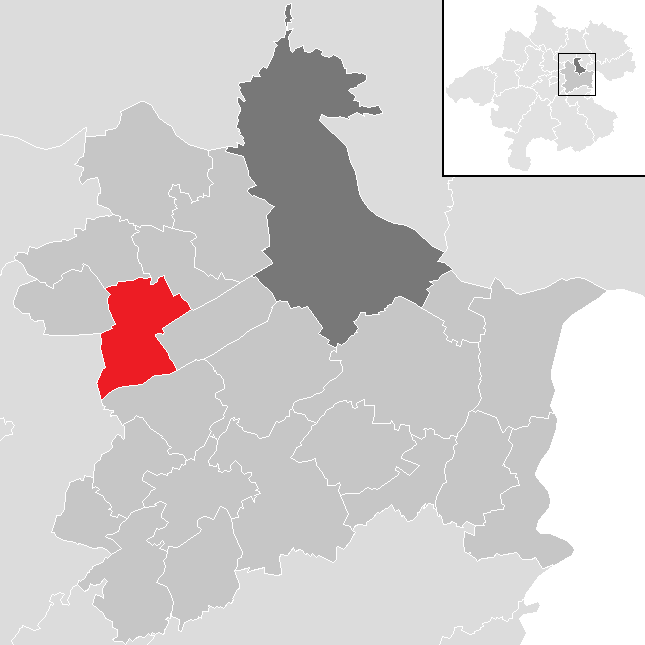
Hörsching a Linzvidéki járásban

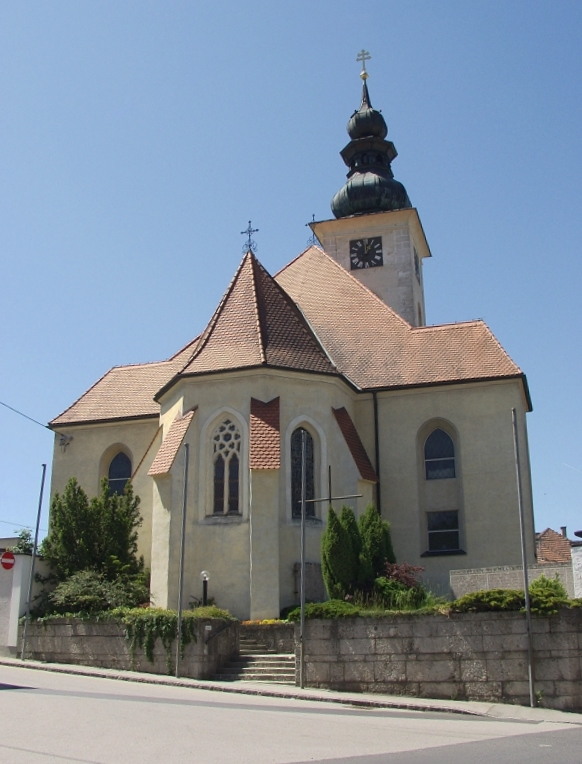
A Szt. Jakab-plébániatemplom

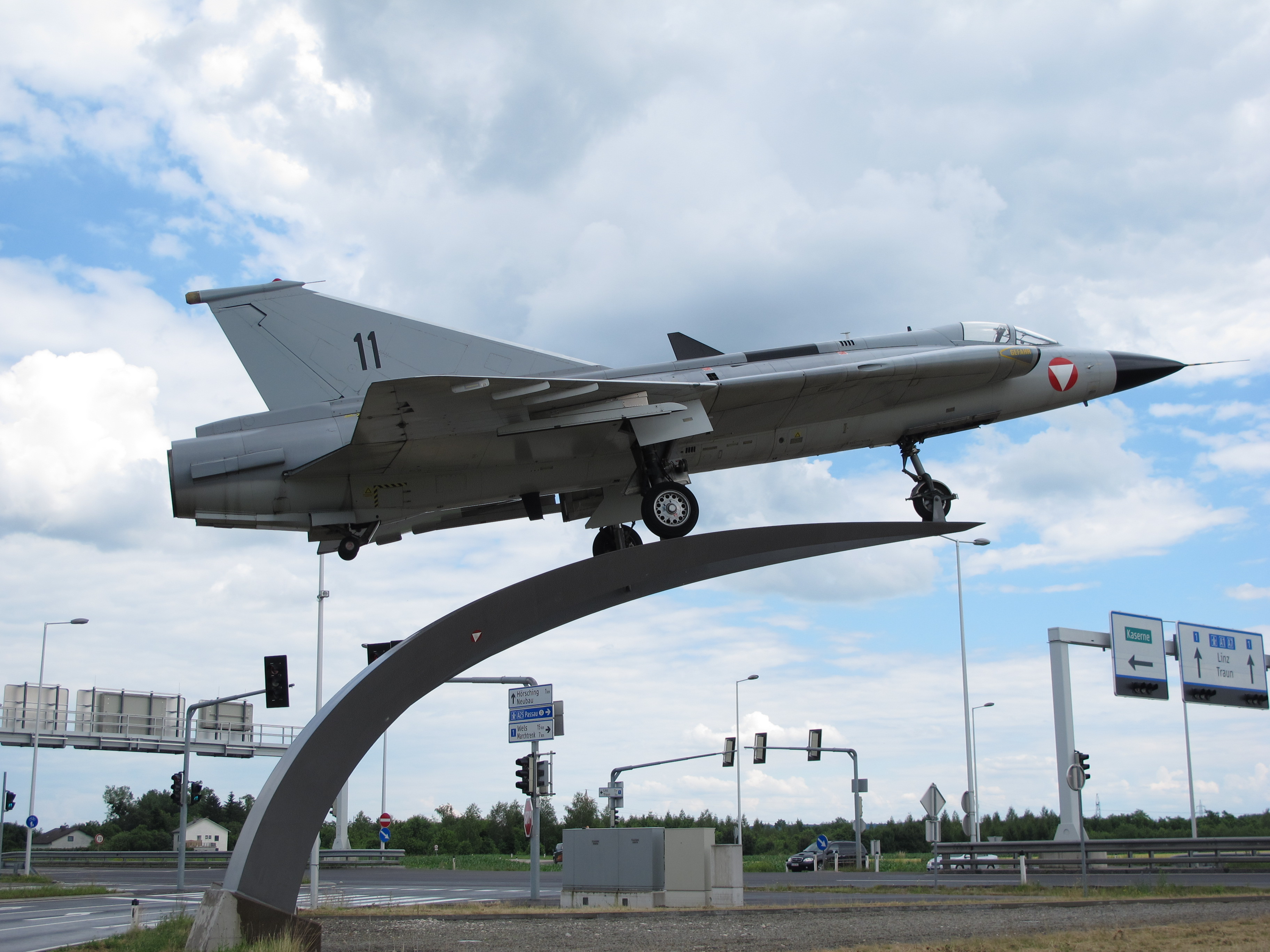
A repülőtérnél kiállított Saab Draken vadászrepülőgép

Hörsching a tartomány Traunviertel régiójában fekszik a Traun alsó szakaszának völgyében. Területének 8,6%-a erdő, 71,2% áll mezőgazdasági művelés alatt. Területén található a Linzi repülőtér. Az önkormányzat 12 településrészt és falut egyesít: Aistental (110 lakos 2020-ban), Breitbrunn (391), Frindorf (218), Gerersdorf (76), Haid (269), Holzleiten (254), Hörsching (2228), Lindenlach (34), Neubau (1153), Öhndorf (707), Rudelsdorf (80) és Rutzing (689).  
A környező önkormányzatok: északnyugatra Oftering, északra Kirchberg-Thening, északkeletre Pasching, keletre Traun, délre Pucking, délnyugatra Weißkirchen an der Traun, nyugatra Marchtrenk.  

## Története
Hörsching területe az újkőkor óta lakott; a régészek ebből a korból származó, 24 sírból álló temetőt tártak fel. A római korról számos kőfaragvány, érme, és néhány sír árulkodik. 
Első írásos említése 793-ból származik, "Herigisingon"formában. A Bajor Hercegséghez tartozó régió a 12. században Ausztriához került. 
A napóleoni háborúk során a települést több alkalommal megszállták. 
Miután a náci Németország 1938-ban annektálta Ausztriát, Hörschinget az Oberdonaui gauba sorolták be. Még ebben az évben megkezdték a linzi repülőtér építését. A második világháború után az amerikai megszállási zónába tartozott. A megszálló hatóságok menekülttábort állítottak fel Hörschingben.  

## Lakosság
A hörschingi önkormányzat területén 2020 januárjában 6209 fő élt. A lakosságszám 1900 óta gyarapodó tendenciát mutat. 2018-ban az ittlakók 87,3%-a volt osztrák állampolgár; a külföldiek közül 1,7% a régi (2004 előtti), 7% az új EU-tagállamokból érkezett. 3,4% a volt Jugoszlávia (Szlovénia és Horvátország nélkül) vagy Törökország, 0,7% egyéb országok polgára volt. 2001-ben a lakosok 72,3%-a római katolikusnak, 9,8% evangélikusnak, 1,1% ortodoxnak, 3,8% mohamedánnak, 11,2% pedig felekezeten kívülinek vallotta magát. Ugyanekkor 35 magyar élt a mezővárosban; a legnagyobb nemzetiségi csoportokat a német (91,4%) mellett a törökök (2,2%), a horvátok (1,8%) és a szerbek (1,4%) alkották. 
A népesség változása:

| 2016 | 6 039 |
| 2018 | 6 062 |

## Látnivalók
- a Szt. Jakab-plébániatemplom

## Fordítás
- Ez a szócikk részben vagy egészben  a   Hörsching című német Wikipédia-szócikk ezen változatának fordításán alapul.  Az eredeti cikk szerkesztőit annak laptörténete sorolja fel. Ez a jelzés csupán a megfogalmazás eredetét és a szerzői jogokat jelzi, nem szolgál a cikkben szereplő információk forrásmegjelöléseként.